# Франческо Пізано
Франческо Пізано (італ. Francesco Pisano, нар. 29 квітня 1986, Кальярі) — італійський футболіст, що грав на позиції захисника. По завершенні ігрової кар'єри — тренер. З 2022 року входить до тренерського штабу клубу «Кальярі».
Виступав, зокрема, за клуб «Кальярі», а також молодіжну збірну Італії.

## Клубна кар'єра
Народився 29 квітня 1986 року в місті Кальярі. Вихованець футбольної школи клубу «Кальярі». Дорослу футбольну кар'єру розпочав 2004 року в основній команді того ж клубу, в якій провів одинадцять сезонів, взявши участь у 231 матчі чемпіонату. Більшість часу, проведеного у складі «Кальярі», був основним гравцем команди.
Згодом з 2015 по 2016 рік грав у складі команд «Болтон Вондерерз» та «Авелліно».
Завершив ігрову кар'єру у команді «Ольбія», за яку виступав протягом 2016—2022 років.

## Виступи за збірні
У 2004 році дебютував у складі юнацької збірної Італії (U-19), загалом на юнацькому рівні взяв участь у 1 іграх.
Протягом 2006–2009 років залучався до складу молодіжної збірної Італії. На молодіжному рівні зіграв у 12 офіційних матчах.

## Кар'єра тренера
Розпочав тренерську кар'єру відразу ж по завершенні кар'єри гравця, 2022 року, увійшовши до тренерського штабу клубу «Кальярі».

## Статистика виступів

### Статистика клубних виступів
| Сезон               | Команда             | Чемпіонат           | Чемпіонат | Чемпіонат | Національний кубок | Національний кубок | Національний кубок | Континентальні кубки | Континентальні кубки | Континентальні кубки | Інші змагання | Інші змагання | Інші змагання | Усього | Усього |
| Сезон               | Команда             | Ліга                | Ігор      | Голів     | Ліга               | Ігор               | Голів              | Ліга                 | Ігор                 | Голів                | Ліга          | Ігор          | Голів         | Ігор   | Голів  |
| ------------------- | ------------------- | ------------------- | --------- | --------- | ------------------ | ------------------ | ------------------ | -------------------- | -------------------- | -------------------- | ------------- | ------------- | ------------- | ------ | ------ |
| 2004–05             | «Кальярі»           | A                   | 13        | 0         | КІ                 | 6                  | 0                  | -                    | -                    | -                    | -             | -             | -             | 19     | 0      |
| 2005–06             | «Кальярі»           | A                   | 23        | 0         | КІ                 | 4                  | 0                  | -                    | -                    | -                    | -             | -             | -             | 27     | 0      |
| 2006–07             | «Кальярі»           | A                   | 23        | 0         | КІ                 | 2                  | 0                  | -                    | -                    | -                    | -             | -             | -             | 25     | 0      |
| 2007–08             | «Кальярі»           | A                   | 18        | 0         | КІ                 | 1                  | 0                  | -                    | -                    | -                    | -             | -             | -             | 19     | 0      |
| 2008–09             | «Кальярі»           | A                   | 29        | 0         | КІ                 | 1                  | 0                  | -                    | -                    | -                    | -             | -             | -             | 30     | 0      |
| 2009–10             | «Кальярі»           | A                   | 9         | 0         | КІ                 | 0                  | 0                  | -                    | -                    | -                    | -             | -             | -             | 9      | 0      |
| 2010–11             | «Кальярі»           | A                   | 18        | 0         | КІ                 | 0                  | 0                  | -                    | -                    | -                    | -             | -             | -             | 18     | 0      |
| 2011–12             | «Кальярі»           | A                   | 34        | 0         | КІ                 | 1                  | 0                  | -                    | -                    | -                    | -             | -             | -             | 35     | 0      |
| 2012–13             | «Кальярі»           | A                   | 28        | 1         | КІ                 | 1                  | 0                  | -                    | -                    | -                    | -             | -             | -             | 29     | 1      |
| 2013–14             | «Кальярі»           | A                   | 23        | 0         | КІ                 | 0                  | 0                  | -                    | -                    | -                    | -             | -             | -             | 23     | 0      |
| 2014–15             | «Кальярі»           | A                   | 13        | 0         | КІ                 | 1                  | 0                  | -                    | -                    | -                    | -             | -             | -             | 14     | 0      |
| Усього за «Кальярі» | Усього за «Кальярі» | Усього за «Кальярі» | 231       | 1         |                    | 17                 | 0                  |                      | -                    | -                    |               | -             | -             | 248    | 1      |
| 2015-лют. 2016      | «Болтон Вондерерз»  | ЧФЛ                 | 3         | 0         | FAcup+КЛ           | 0                  | 0                  | -                    | -                    | -                    | -             | -             | -             | 3      | 0      |
| лют.-черв. 2016     | «Авелліно»          | B                   | 13        | 0         | КІ                 | -                  | -                  | -                    | -                    | -                    | -             | -             | -             | 13     | 0      |
| 2016–17             | «Ольбія»            | LP                  | 23        | 1         | CI-LP              | -                  | -                  | -                    | -                    | -                    | -             | -             | -             | 23     | 1      |
| 2017–18             | «Ольбія»            | C                   | 23        | 1         | CI-C               | 1                  | 0                  | -                    | -                    | -                    | -             | -             | -             | 24     | 1      |
| 2018–19             | «Ольбія»            | C                   | 14        | 0         | CI-C               | 2                  | 0                  | -                    | -                    | -                    | -             | -             | -             | 16     | 0      |
| 2019–20             | «Ольбія»            | C                   | 26+2      | 1         | CI-C               | 0                  | 0                  | -                    | -                    | -                    | -             | -             | -             | 28     | 1      |
| 2020–21             | «Ольбія»            | C                   | 14        | 1         | -                  | -                  | -                  | -                    | -                    | -                    | -             | -             | -             | 14     | 1      |
| 2021–22             | «Ольбія»            | C                   | 27+1      | 0         | CI-C               | 1                  | 0                  | -                    | -                    | -                    | -             | -             | -             | 29     | 0      |
| Усього за «Ольбія»  | Усього за «Ольбія»  | Усього за «Ольбія»  | 125+3     | 4         |                    | 4                  | 0                  |                      | -                    | -                    |               | -             | -             | 132    | 4      |
| Усього за кар'єру   | Усього за кар'єру   | Усього за кар'єру   | 357+3     | 5         |                    | 21                 | 0                  |                      | -                    | -                    |               | -             | -             | 381    | 5      |